# Mission San Gabriel Arcángel
Die Mission San Gabriel ist eine spanische Franziskanermission in der Nähe des heutigen San Gabriel in Kalifornien. Sie wurde am 8. September 1771 gegründet, der Festtag der Geburt der Jungfrau Maria. Die Mission wurde oft auch die „Patin des Pueblo de Los Angeles“ genannt. Die Franziskanerpatres, deren Auftrag die Gründung der Mission war, wählten zunächst einen Platz am Ufer des Río de los Temblores (dt.: Erdbebenfluss, heute Santa Ana River) aus. Die Wahl fiel schließlich auf eine fruchtbare Ebene unmittelbar am Ufer des Rio Hondo in Whittier Narrows östlich des heutigen Stadtzentrums von Los Angeles. In den Jahren zwischen 1771 und 1834, dem Jahr der Säkularisation der Mission, wurden dort über 25.000 Menschen getauft. Zwischen 1862 und 1908 diente die Missionskirche als Pfarrkirche für die Gemeinde San Gabriel, um schließlich von Claretinern übernommen und restauriert zu werden. Seit dem 6. Mai 1971 steht die Mission San Gabriel als Baudenkmal auf der Liste des National Register of Historic Places.